# Schlotheim
Schlotheim − dzielnica miasta Nottertal-Heilinger Höhen. w Niemczech, w kraju związkowym Turyngia, w powiecie Unstrut-Hainich. Do 30 grudnia 2019 miasto i zarazem siedziba administracyjna wspólnoty administracyjnej Schlotheim.